# Хочу быть министром
«Хочу быть министром» — советский художественный фильм 1977 года режиссёра Екатерины Сташевской-Народицкой, её последняя работа в кино. Экранизация романа Михаила Коршунова «Подростки».

## Сюжет
Группа лучших студентов железнодорожного ПТУ мечтают сдать экзамены на «отлично», отправиться на Кавказ и заняться горнолыжным спортом. В процессе реализации мечты происходят различные события: Лучковский влюбляется, Шмелёв сталкивается с опасностью, а наставник группы Скудатин влюбляется в молодую женщину Ирину, но понимает, что не может бросить свою работу и ребят. По возвращении в Москву он решает остаться в училище, порывая отношения с Ириной.

## Роли исполняют
- Валерий Никифоров — Серёжа Вандышев
- Владимир Пучков — Лучковский
- Валерий Шальных — Ваня Карпухин
- Виктор Древицкий — Шмелёв
- Ирина Малышева — Аля Турчинова
- Ирина Муравьёва — Лиза Буканова
- Михаил Жигалов — Скудатин
- Юрий Горобец — Юрий Матвеевич
- Альбина Матвеева — Эра Васильевна
- Инна Выходцева — Нина Михайловна
- Роман Хомятов — Турчинов
- Нелли Пшённая — Ирина
- Елена Санько — Анна Ефимовна

## Съёмочная группа
- Режиссёр-постановщик — Екатерина Сташевская
- Авторы сценария: Михаил Коршунов, Александр Хмелик
- Оператор-постановщик — Николай Немоляев
- Композитор — Эдуард Хагагортян
- Текст песен Михаил Танич
- Звукорежиссёр — Мира Лексаченко

## Премьера
Премьера фильма состоялась 15 мая 1978 года. За первый год кинопроката картину посмотрели 9,5 млн зрителей. Телевизионная премьера фильма состоялась 2 сентября 1982 года по Второй программе ЦТ СССР. Фильм был повторно показан 8 февраля 2019 года в кинотеатре «Тула» в рамках ретроспективы фильмов с участием Ирины Муравьёвой.

## Критика
Картина повествует о становлении их характеров, не только в училище, но и в жизни. Однако становление это особое. Традиционна в фильмах о воспитании, о выборе жизненного пути фигура «юноши, обдумывающего житьё». Он мысленно перебирает возможные для себя дороги, мечется, колеблется, порой — ошибается, пока нащупает нечто верное. Уже само заглавие картины «Хочу быть министром» — как будто предвещает, что таких мечущихся юношей в картине нет. Они твёрдо знают свой жизненный путь, и этот путь обозначен не только рельсами, по которым они поведут свои электровозы.
— Валентин Михалкович, «Спутник кинозрителя»

## Награды
- XI Всесоюзный кинофестиваль в Ереване (1978) — приз Госкомитета Совета Министров Армянской ССР по профтехобразованию.